# Marionette sull'acqua

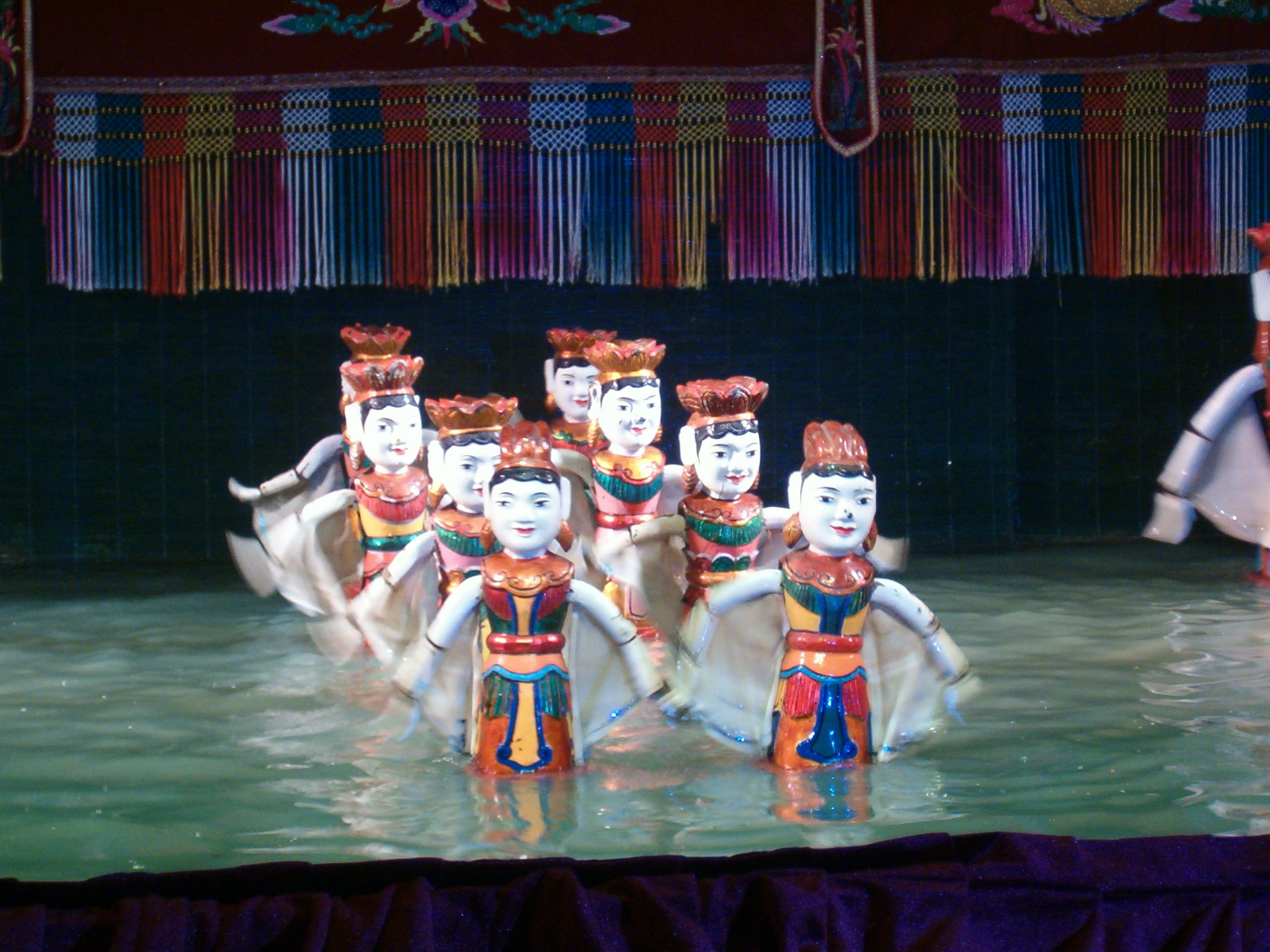
Marionette sull'acqua ad Hanoi, Vietnam

Le marionette sull'acqua (lingua vietnamita: Múa rối nước, letteralmente le marionette che danzano sull'acqua) sono l'elemento fondamentale di uno spettacolo tradizionale vietnamita.

## Storia
Originario dei villaggi della regione settentrionale del Delta del fiume Rosso, il teatro delle marionette sull'acqua attuale è l'adattamento al gusto moderno degli spettacoli tradizionali risalenti all'XI secolo. Tra le più note, le marionette sull'acqua di Thang Long e il teatro delle marionette sull'acqua nei pressi di Hanoi, sul Lago della spada restituita.
L'esistenza di questo tipo di spettacolo è attestata da varie fonti, ad esempio un epitaffio datato 1121 si ritrova sulla stele di Sùng Thiện Diên Linh, oggi conservata nella pagoda di Đọi Sơn, nel distretto di Duy Tiên nella provincia di Ha Nam.
Come in altri spettacoli tradizionali vietnamiti, lo spettacolo inizia con un attacco musicale, a creare un'atmosfera gioiosa. L'orchestra, a differenza dello spettacolo delle origini, è oggi composta da musicisti professionisti.